# 高気圧
高気圧（こうきあつ、英語: anticyclone, high）とは、気象において周囲より気圧の高い部分をいう。気象分野で使用される分類であるため、建物の空調設備によって気圧が周囲より高くなっているものは高気圧とは呼ばれない。周囲より気圧が高い場合に定義されるので、中心気圧が1気圧 (1013 hPa) より低い高気圧も存在する。一般に、高気圧は晴天をもたらす。

## 高気圧の主な特徴
周囲より気圧が高いので、高気圧の中心から外側に向かって気流が発生し風となる。これを気象学では「気流を発散させる」という。この気流はコリオリの力によって直進しないため渦を巻く。ただし付近に低気圧がある場合は高気圧から低気圧にむかって気流が生じやすく、その気圧差や距離によって気流の強さは変化する。海面等の水分供給が無い場合は膨張によって相対湿度が下がり、雲などを発生させないため晴天になりやすい。しかし、上空に寒気が存在する場合はその気温差で凝結し、積雲などを生じる。海上の高気圧は含んでいる水分が多いためさらに雲は生じやすくなる。また、低気圧における気流の収束は中心に向かうため、中心付近では強い風が生じるが、高気圧の発散では特定の部分に強い風が吹くことは生じにくく、特に中心においてそれは顕著に現れる。

## 分類

### 温暖高気圧
地表付近で温暖な空気を持つ高気圧を温暖高気圧という。相対的に軽い温暖な空気を持つにもかかわらず気圧が高くなるのは空気が集積し対流圏界面が成層圏側に盛り上がっているためである。

#### 亜熱帯高気圧
大気の大循環により、北緯（南緯）30°付近にできる高気圧を亜熱帯高気圧という。温暖高気圧に分類される。
赤道地帯で上昇した空気は、ハドレー循環により緯度30°あたりで集積し、下降する。この際、断熱圧縮により温度が上昇するため、温暖な高気圧となる。日本付近では、太平洋高気圧（小笠原高気圧）がこれに当たる。

#### 移動性高気圧
温帯低気圧の間を、低気圧とともに移動していく高気圧を移動性高気圧という。温暖高気圧に分類される。上空の偏西風波動に伴う下降気流によって生じるので断熱圧縮により温暖な高気圧となる。成因が温帯低気圧と対応するものであるため、温帯高気圧と呼ばれることもある。
日本でみられる移動性高気圧は、揚子江高気圧の一部が分離して移動しているものであるので、最初は寒冷であるが、移動中に上記の機構や温暖な海流によって暖められる。

#### ブロッキング高気圧
偏西風の蛇行が激しくなると、蛇行が高緯度側へ張り出した部分(気圧の尾根)が切り離されて独立した渦となることがある。この部分は南からの暖気が入り込んでいる部分であるので温暖な高気圧となる。これが、ブロッキング高気圧、切離高気圧といった名で呼ばれる高気圧である。
ブロッキング高気圧の名は、この高気圧の存在によって温帯低気圧や移動性高気圧の通常の西から東への移動が滞るところから付けられた。ブロッキング高気圧は偏西風の流れから切り離されているため移動が遅く、特定の気圧配置を持続させる。そのため、渇水や大雨、異常高温・低温などの異常気象の原因となることがある。

### 寒冷高気圧
下層が冷えて、地表面付近に寒冷な空気がたまり、密度が大きくなった空気の重さで高気圧になったものを寒冷高気圧という。気圧が高いのは地上付近のみで、上空では高気圧にはならない（背の低い高気圧）。背の高さは2 km程度で、高層天気図においては、700 hPaでは不明瞭になり、500 hPaではほとんど見られなくなる。
大陸の放射冷却によって、冬のシベリア方面にできるシベリア高気圧が代表的なものである。
オホーツク海高気圧は小笠原気団や移動性高気圧がオホーツク海に差し掛かると寒冷な海水による冷却で気団変質が起き海霧を伴う寒冷高気圧となり滞留すると考られる。チベット高原で分流された偏西風によりブロッキング現象が発生すると長期間居座り東日本を中心に冷夏をもたらす。

#### 極高気圧
大気の大循環により、北極や南極付近にできる高気圧を極高気圧という。
極地方では、年間を通して他の緯度に比べて日射量が少なく、相対的に低温となるため、冷たい空気が下降して高気圧が形成される。高圧なのは大気下層だけで、上空2-3 km以上では低圧になる。この低圧の領域は極渦という。

#### 雷雨性高気圧
大量の降雨がある雷雲の下に乾燥した空気があると、雨滴から蒸発が起こるために潜熱が吸収され気温が低下する。このように生じる一種の小規模な寒冷高気圧を雷雨性高気圧、またはメソハイと呼ぶ。

## 記録

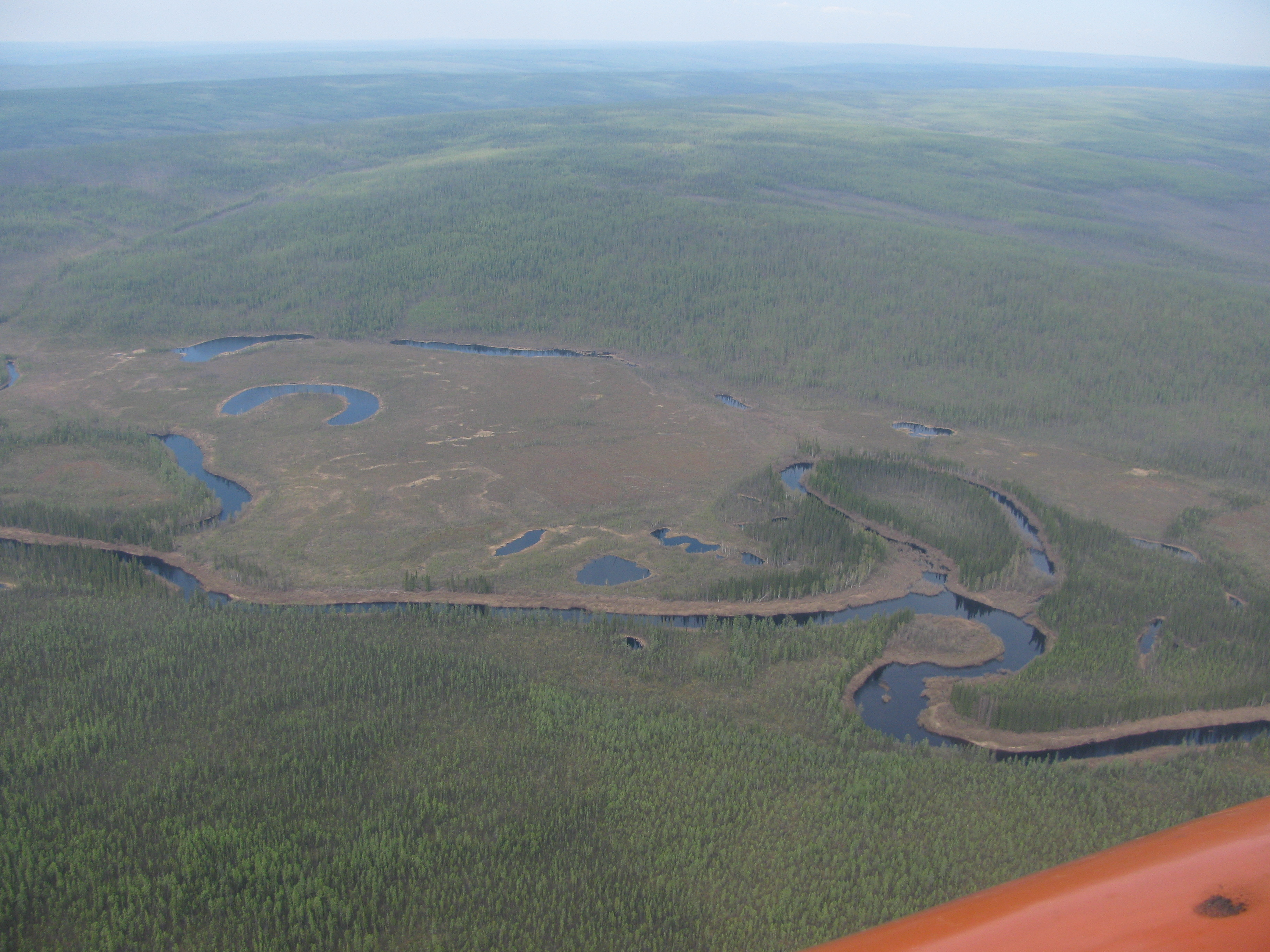
標高750 m未満の地点における観測史上最高の海面気圧を記録したロシアのタイミルスキー・アフトノムニ・オクルグ地区

観測史上最高気圧の記録は、標高750 m以上かどうかで分けて取られている。これは、標高の上昇による気圧の低下について、同一の減率を用いることに問題が発生するためである。
- 観測史上最高気圧[標高750 m(2,461 ft)以上]: 1,084.8 hPa (32.03 inHg);モンゴル・フブスグル県トソントセンゲル（英語版）、2001年12月19日[2]。トソントセンゲルは標高1,300メートル (4,300 ft)の地点にあり、この気圧は海面更正を施したものである。
- 標高750 m未満の地点における観測史上最高の海面気圧 :1,083.3 hPa(31.99 inHg) ;ロシア・クラスノヤルスク地方タイミルスキー・アフトノムニ・オクルグ地区（英語版）（アガタ気象観測所）(北緯66度53分 東経93度28分 / 北緯66.883度 東経93.467度、標高261 m (856.3 ft))、1968年12月31日[3]。